# Matronae Vacallinehae

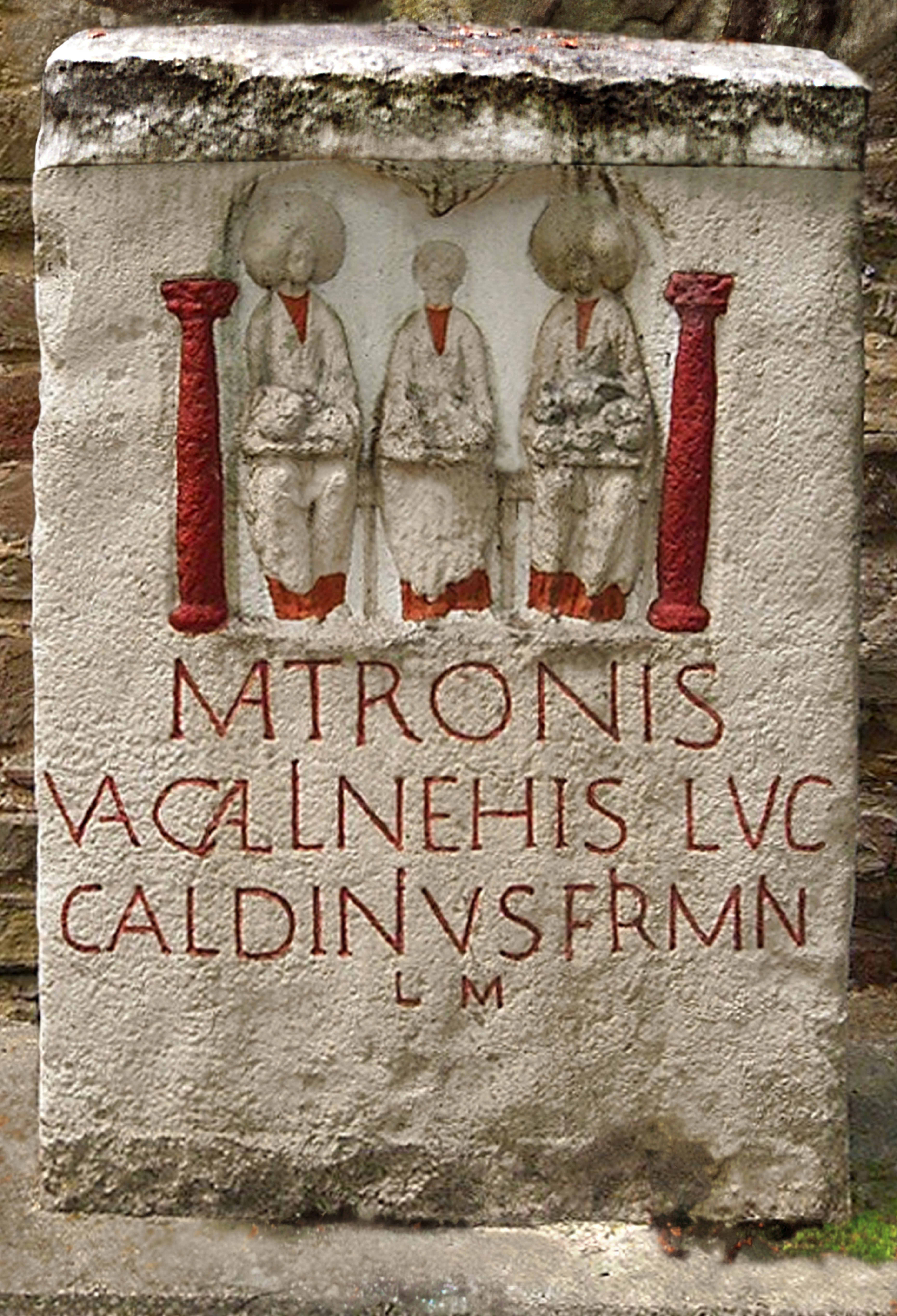
Kopie des Weihesteins für die Matronae Vacallinehae aus Mechernich-Weyer

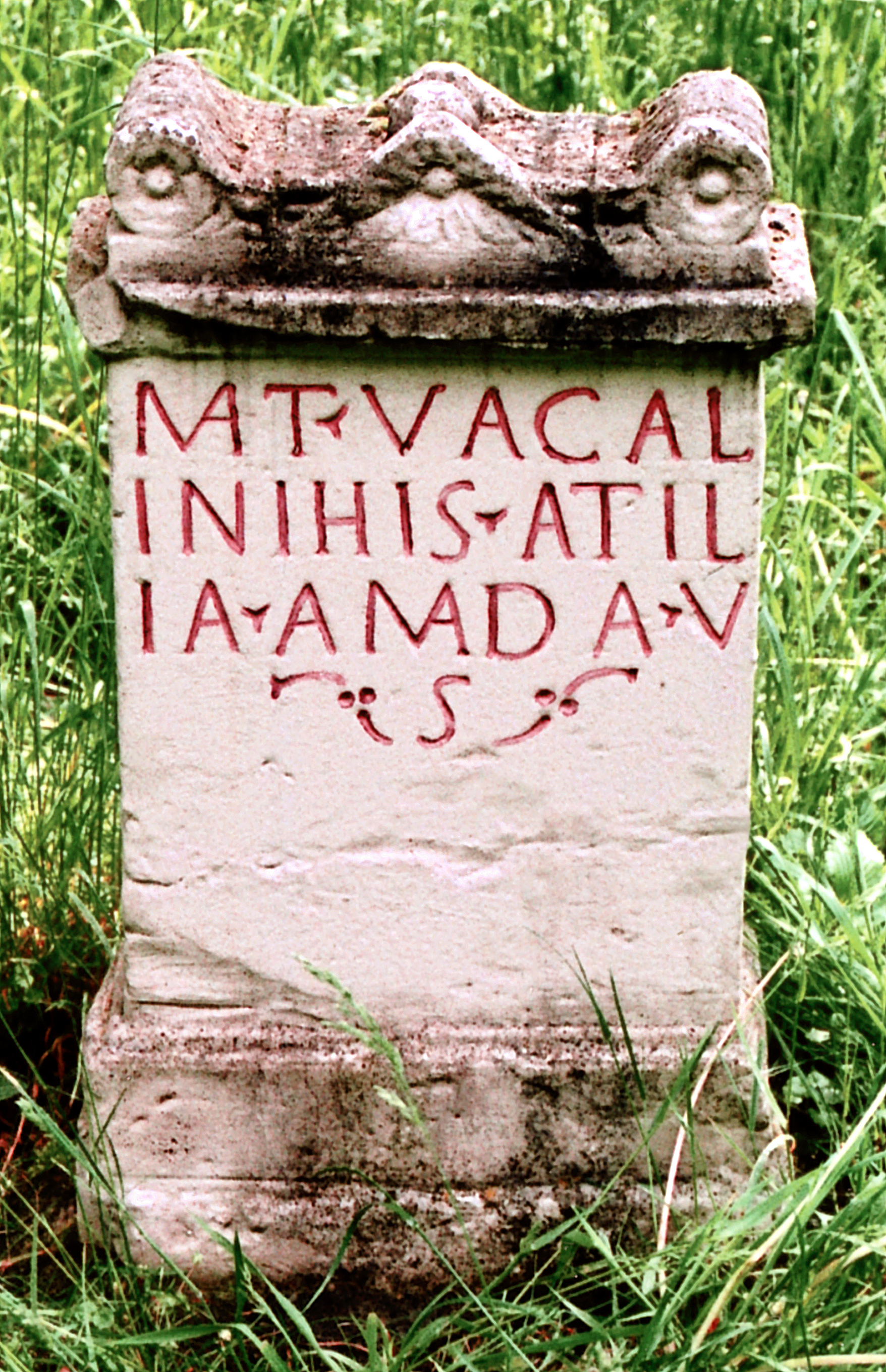
Weihestein für die Matronae Vacallinehae aus dem Tempelbezirk von Pesch

Die Matronae Vacallinehae gehören zu den überwiegend in der römischen Provinz Germania inferior belegten Matronen, germanisch keltisch-römischen Muttergottheiten. Sie sind durch Inschriften und bildliche Darstellungen auf Votivsteine aus dem 2. bis 3. Jahrhundert n. Chr. bekannt. Ein zentraler Kultort der Göttinnen war der sogenannte Tempelbezirk von Pesch bei Bad Münstereifel-Nöthen. Die Matronae Vacallinehae sind durch etwa 130 vollständig und weitere 150 fragmentarisch erhaltene Inschriften belegt, die alle aus der Eifel kommen (Aachen, Antweiler, Bad Münstereifel-Iversheim, Bad Münstereifel-Nöthen, Lessenich, Mechernich-Weyer, Rödingen-Ameln, Satzvey).
Die Göttinnen wurden von einer germanisch-keltischen Mischbevölkerung aus den Nachkommen der von den Römern angesiedelten Ubiern und keltischer Vorbevölkerungen verehrt. Daher ist die zweifelsfreie namentliche Zuordnung nach dem sprachlichen Befund weder für das Germanische noch das Keltische möglich. Eine wahrscheinliche Namensdeutung ergibt sich durch den Vergleich mit anderen Formen von Matronennamen, so dass auch hier ein Ortsbezug angenommen werden kann. Die im ersten Glied des Namens der „Vacall-i-nehae“ enthaltene Form Vacall- findet sich in heutigen aus dem lokalen und regionalen Umfeld vorkommenden Orts- und Gewässernamen, wie dem Fundort eines Votivsteins der Vacallinehae bei Wachendorf, des Wachenbachs bei Antweiler und dem keltischen Namen des Waals (zu gallisch Vacalus). Sie sind demnach als Matronen dieses Rheinarmes anzusehen, möglicherweise nicht nur als Göttinnen des befruchtenden Wassers, sondern ebenso als Schutzgöttinnen der Schifffahrt und somit im Weiteren des Reichtums und Handels. Eine Parallele zur Göttin Nehalennia ist damit gegeben.
Namentliche Varianten sind die bisher in zehn Fällen festgestellte Matronae Vocallinehae sowie Vacallinebus (aus Aachen).